# San José La Arada
San José La Arada – miasto w południowo-wschodniej części Gwatemali w departamencie Chiquimula, leżące w odległości 16 km na południowy zachód od stolicy departamentu i około 60 km na północ od granicy państwowej z Salwadorem. Miasto jest siedzibą władz gminy o tej samej nazwie, która w 2012 roku liczyła 8 267 mieszkańców. Gmina jest nieduża, a jej powierzchnia obejmuje 160 km².